# Gaku Shibasaki
Gaku Shibasaki (柴崎 岳 Shibasaki Gaku?), född den 28 maj 1992 i Aomori prefektur, är en japansk fotbollsspelare som spelar för den spanska klubben Leganés. 

## Landslagskarriär
Den 15 december 2014 tog Japans förbundskapten ut Shibasaki till det asiatiska mästerskapet i fotboll 2015. I november 2022 blev han uttagen i Japans trupp till VM 2022.